# یاروسته
یاروسته (به لاتین: Jarosty) یک روستا در لهستان است که در گمینا موشچنگتسا (استان ووتسکی) واقع شده‌است. یاروسته ۴۶۰ نفر جمعیت دارد.